# John Heitinga
John Gijsbert Alan Heitinga (n. 15 noiembrie 1983, Alphen aan den Rijn, Olanda de Sud, Țările de Jos) este un fotbalist neerlandez liber de contract, care joacă pe post de fundaș central. Pe plan internațional, are prezențe la națională pentru Țările de Jos.
Un produs al Academiei Ajax, el în trecut a mai jucat pentru Ajax Amsterdam și Atlético Madrid, înainte de a semna cu Everton în 2009. În 2008 Heitinga a fost numit Fotbalistul olandez al anului.

## Palmares

### AFC Ajax
- Eredivisie
  - Câștigător: 2001–02, 2003–04
- KNVB Cup
  - Câștigător: 2002, 2006, 2007
- Johan Cruijff Schaal
  - Câștigător: 2002, 2005, 2006, 2007